# Sint-Bernarduskerk (Bonaire)

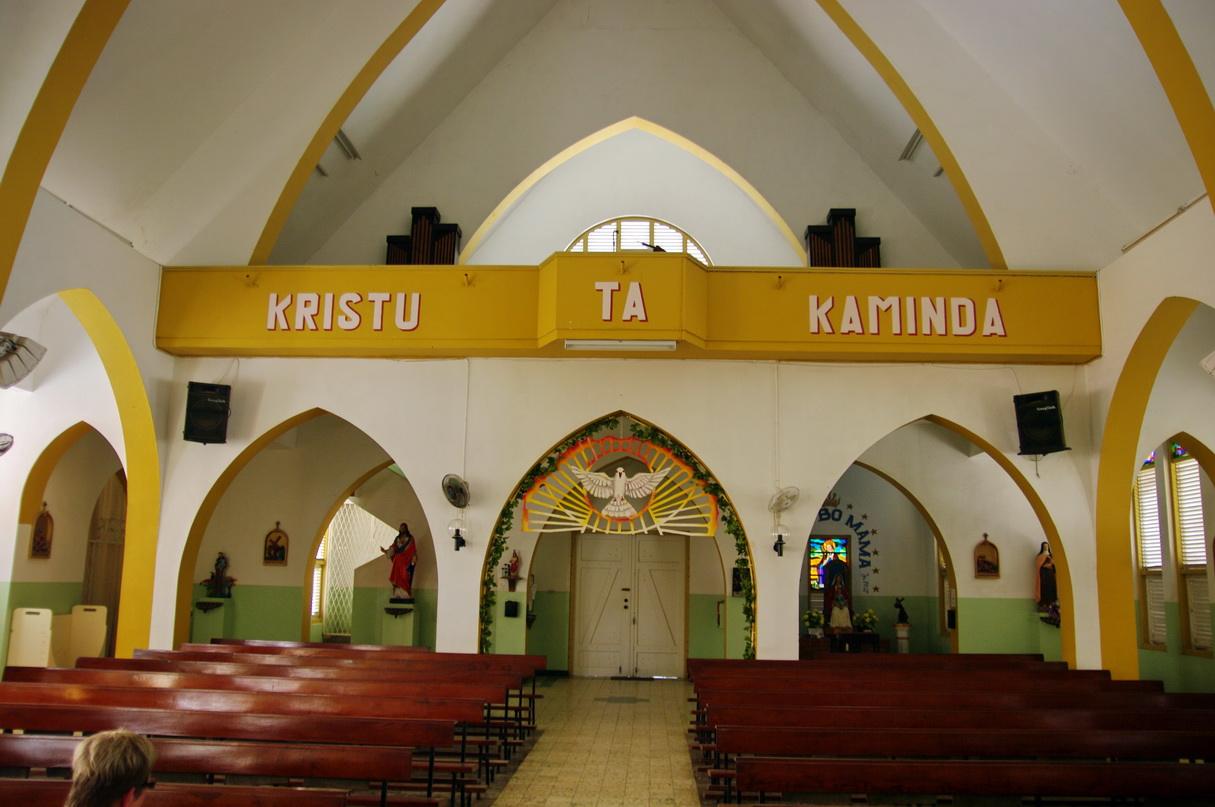
Interieur van de Sint-Bernarduskerk met een opschrift in het Papiaments

Sint-Bernarduskerk (Papiaments: Parokia San Bernardo) is een kerkgebouw in Kralendijk, Bonaire. Zij bevindt zich in de wijk Playa aan de rotonde "Zusters van Roosendaal",  het voormalige Julianaplein. De mis wordt in de lokale taal, Papiaments, opgedragen.
Het huidige kerkgebouw werd gebouwd in 1948 en is gewijd aan Bernardus van Clairvaux. Het bouwwerk valt op door het geel-witte kleurenschema en het driehoekige hoofdgedeelte bekroond met een kruis. Aangrenzend staat een negentien meter hoge klokkentoren, waarvan de klokken dagelijks om 12.00 uur worden geluid volgens de bidtraditie van "Angel di Señor" (ook "Angelus"). Twee eerdere gebouwen ter ere van Sint-Bernardus stonden op dezelfde plek; het eerste gebouw uit 1828 stortte ineen toen het bijna klaar was en nog hetzelfde jaar vond herbouwing plaats met de gratis inzet van landsslaven, eigendom van het gouvernement. Dit tweede gebouw liep in 1877 aanmerkelijk schade op door een zware storm.

De parochie van Playa is de oudste parochie van Bonaire en de derde van de r.k. kerkorganisatie in het gebiedsdeel Curaçao. Zij werd in 1827 gesticht door pater Jacobus Bernardus Eisenbeil en Papa Cornes (1749-1852), die later de eerste pastoor en de eerste koster werden van de Sint-Bernarduskerk.

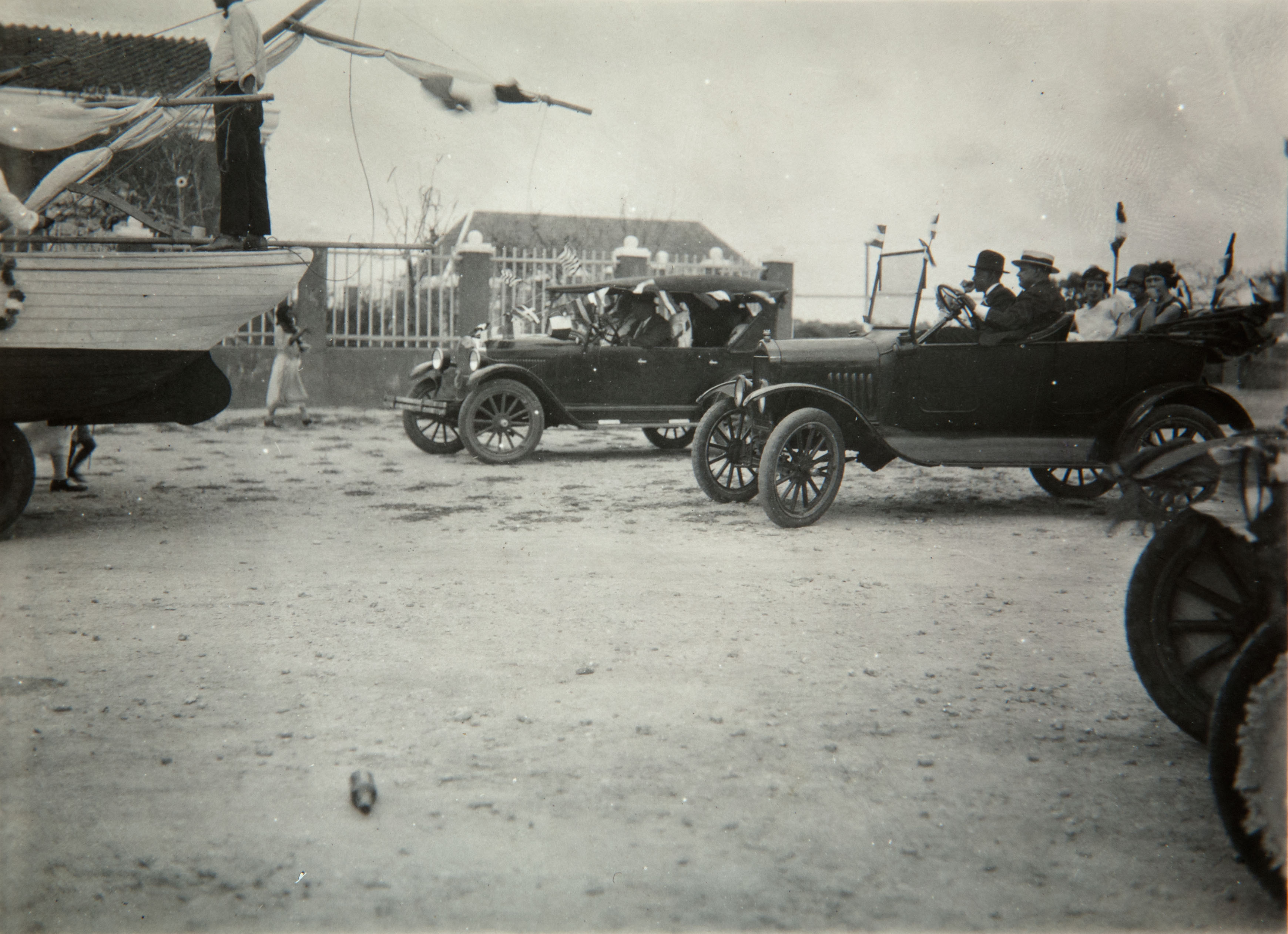
Optocht in Kralendijk op 24 juli 1927 ter viering van het eeuwfeest van de parochie.